# Kalmiouske
Kalmiouske (en ukrainien : Кальміуське, Komsomolské, en ukrainien : Комсомольське) est une ville de l'oblast de Donetsk, en Ukraine, dans le raïon de Kalmiouske. Elle fait partie de facto de la république populaire de Donetsk.
Sa population s'élevait à 11 763 habitants en 2013.

## Géographie
La ville est située sur le fleuve Kalmious, à 42 km au sud-est de Donetsk, et 74 km en amont de Marioupol sur le Kalmious.

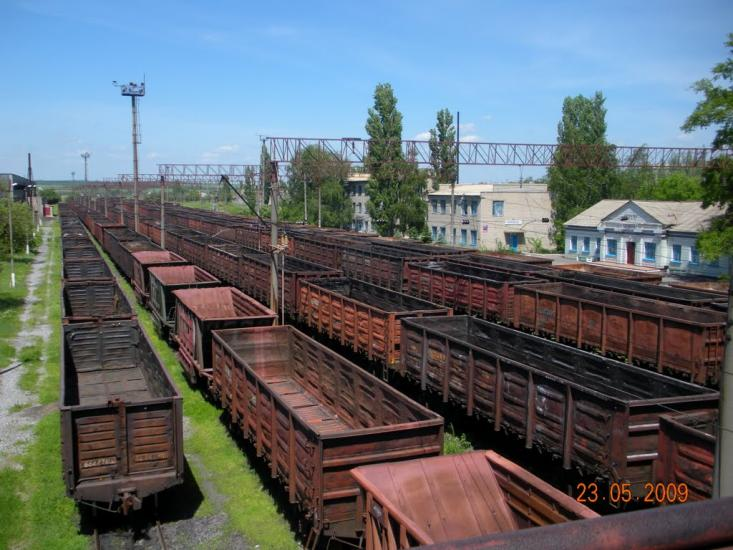
Gare de Karakouba, Kalmiouske.

## Histoire
La ville est fondée en 1933 comme village sous le nom russe de Karakoubstroï, dans le cadre de la mise en exploitation de carrières de calcaire et obtient le statut de commune de type urbain en octobre 1938.
Pendant la Grande Guerre patriotique, elle est libérée de l'occupation allemande le 11 septembre 1943. Elle est renommée Komsomolské en 1949 en hommage au Komsomol.
Elle a le statut de ville depuis 1956,.

### XXIesiècle
En 2014, elle passe sous le contrôle des séparatistes de la république populaire de Donetsk. L'Ukraine décide son renommage en Kalmiouske en mai 2016; mais ce renommage n'est pas reconnu par la république populaire de Donetsk qui continue de la nommer Komsomolské.

## Population
Recensements (*) ou estimations de la population :
| 1939* | 1959*  | 1970*  | 1979*  |
| ----- | ------ | ------ | ------ |
| 5 511 | 15 428 | 15 698 | 14 665 |

| 1989*  | 2001*  | 2010   | 2011   |
| ------ | ------ | ------ | ------ |
| 14 112 | 12 813 | 12 001 | 11 909 |

| 2012   | 2013   | - | - |
| ------ | ------ | - | - |
| 11 882 | 11 763 | - | - |